# Lophaster quadrispinus
Lophaster quadrispinus är en sjöstjärneart som beskrevs av Hubert Lyman Clark 1923. Lophaster quadrispinus ingår i släktet Lophaster och familjen solsjöstjärnor. Inga underarter finns listade i Catalogue of Life.